# Novillo Line Camp
 (avril 2020).
Le Novillo Line Camp est un ancien campement du comté de Kleberg, au Texas, dans le sud des États-Unis. Protégé au sein du Padre Island National Seashore, il est lui-même inscrit au Registre national des lieux historiques depuis le 1er octobre 1974.